# Cancellieri federali della Svizzera
Questa è la lista dei Cancellieri federali della Svizzera.
| Dal—al    |                                | Nascita—morte | Cantone |
| --------- | ------------------------------ | ------------- | ------- |
| 1803-1830 | Jean Marc Samuel Isaac Mousson | 1776-1861     | Vaud    |
| 1830-1847 | Karl Nikolaus von Flüe AmRhyn  | 1800-1861     | Lucerna |

| Dal—al         |  | Cancelliere Federale  | Nascita—morte | Partito                  | Cantone            |
| -------------- |  | --------------------- | ------------- | ------------------------ | ------------------ |
| 1848-1881      |  | Johann Ulrich Schiess | 1813-1883     |                          | Appenzello Esterno |
| 1882-1909      |  | Gottlieb Ringier      | 1837-1929     |                          | Argovia            |
| 1910-1918      |  | Hans Schatzmann       | 1848-1923     | FDP/PRD                  | Argovia            |
| 1919-1925      |  | Adolf von Steiger     | 1859-1925     | FDP/PRD                  | Berna              |
| 1925-1934      |  | Robert Käslin         | 1871-1934     | FDP/PRD                  | Nidvaldo           |
| 1934-1943      |  | George Bovet          | 1874-1946     | FDP/PRD                  | Neuchâtel          |
| 1944-1951      |  | Oskar Leimgruber      | 1886-1976     | Konservative Volkspartei | Friburgo           |
| 1951-1967      |  | Charles Oser          | 1902-1994     | FDP/PRD                  | Basilea Città      |
| 1968-1981      |  | Karl Huber            | 1915-2002     | CVP/PDC                  | San Gallo          |
| 1981-1991      |  | Walter Buser          | 1926-2019     | SPS/PSS                  | Basilea Campagna   |
| 1991-1999      |  | François Couchepin    | 1935-2023     | FDP/PRD                  | Vallese            |
| 2000-2007      |  | Annemarie Huber-Hotz  | 1948-2019     | FDP/PRD                  | Zugo               |
| 2008-2015      |  | Corina Casanova       | 1956-         | CVP/PDC                  | Grigioni           |
| 2016-2023      |  | Walter Thurnherr      | 1963-         | CVP/PDC                  | Argovia            |
| 2024-in carica |  | Viktor Rossi          | 1968-         | GLP/PVL                  | Berna              |